# فينتاس (محطة مترو أنفاق مدريد)
فينتاس (بالإسبانية: Ventas)‏ هي محطة مترو أنفاق في مدريد في إسبانيا، تقع على الخط رقم 2,5.